# Whodini
Whodini est un groupe de hip-hop américain, originaire de Brooklyn, dans l'État de New York. Le trio se compose initialement des rappeurs Jalil Hutchins et John Fletcher alias Ecstasy, et du disc jockey DJ Drew Carter, alias Grandmaster Dee.

## Biographie

### Débuts et premiers albums
Whodini est formé en 1981 à Brooklyn, New York et se compose initialement des rappeurs Jalil Hutchins et John « Ecstasy » Fletcher. Le duo recrute par la suite le légendaire DJ Drew « Grandmaster Dee » Carter, connu pour sa capacité à scratcher avec n'importe quelle partie de son corps, en 1986. Le groupe est managé par Russell Simmons, frère de Joseph « Run » Simmons des Run-D.M.C. Le groupe signe au label indépendant britannique Jive Records en 1986. Whodini se forge un nom avec des titres tels que Magic's Wand, la première chanson de rap accompagnée d'un clip vidéo, The Haunted House of Rock, et Freaks Come Out at Night. En 1983, le groupe publie son premier album homonyme, Whodini. Le pionnier de la synthpop Thomas Dolby aide à produire le titre Magic’s Wand, qui était à la base un titre humoristique pour une publicité du DJ de radio local Mr. Magic.
En 1984, le groupe publie son deuxième album, Escape, qui contient les titres Five Minutes of Funk, The Freaks Come Out at Night, le Featuring Grand Master Dee instrumental, Big Mouth, et Friends. L'album atteint la 35e place du Billboard 200 et est certifié disque de platine par la RIAA. La version instrumentale du titre Five Minutes of Funk est utilisée dans l'émission diffusée sur WNYC Video Music Box. Le 17 mai 2011, une version deluxe de Escape est publiée sous format CD accompagné de quelques titres bonus.

### Back in BlacketOpen Sesame
En 1986, le groupe publie son troisième album, Back in Black, et un nombre de chansons bien accueillies par les radios de New York comme Funky Beat et le titre polémique I’m a Ho. L'album atteint comme son prédécesseur la 35e place du Billboard 200.
Entre 1982 et 1986, le groupe est à son maximum ; il se lance dans des tournées aux côtés de Run-D.M.C., LL Cool J, the Fat Boys, et d'autres groupes importants du hip-hop, R&B et du funk. Le groupe participe également à la tournée Fresh Fest, la première tournée internationale de hip-hop à grande échelle. En juillet 1986, il apparaît au Spectrum Stadium de Philadelphie devant 18 000 personnes.
En 1987, le groupe publie son quatrième album, Open Sesame, qui atteint la 30e place du . Il s'agit du dernier album publié par le groupe dans les années 1980 ; les membres deviennent inactifs à la suite de problèmes avec leur label, et pour consacrer du temps à leurs familles.

### Depuis 1990
Dans les années 1990, le groupe tente de faire son retour, et signe au label MCA Records pour publier l'album Bag-a-Trix le 19 mars 1991. Bien que classé 48e aux R&B Albums, Bag-a-Trix est un échec commercial. En 1994, le groupe atteint le succès avec le titre It All Comes Down to the Money, coproduit par DJ Terminator X de Public Enemy sur son album Super Bad. Cinq années après la publication de son dernier album, Whodini publie, le 17 septembre 1997, son sixième album, Six. Il est brièvement classé aux R&B Albums, et disparait peu de temps après.
Dans les dernières années, Whodini participe occasionnellement à des tournées. Les albums du groupe sont devenus une source de samples pour des rappeurs comme Nas, Master P, Prodigy, et MF Doom. En octobre 2007, Whodini est honoré aux Hip Hop Honors de VH1.

## Discographie

### Albums studio
- 1983 : Whodini
- 1984 : Escape
- 1986 : Back in Black
- 1987 : Open Sesame
- 1991 : Bag-a-Trix
- 1996 : Six

### Compilations
- 1990 : Greatest Hits
- 1995 : The Jive Collection Volume 1
- 2003 : Rap Attack
- 2006 : Funky Beat: The Best of Whodini